# 미주한인
미주한인은 아메리카 대륙, 특히 미국과 캐나다에 거주하는 한민족과 한국인이다.

## 같이 보기
- 미주 한국어
- 미주한인예수교장로회
- 한국계 캐나다인
- 한국계 미국인